# 明星 (MUCCのアルバム)
『明星』（みょうじょう）は、2021年4月21日に発売されたMUCCの7枚目のベスト・アルバム。発売元はデンジャークルー・レコード。

## 概要
- 結成時から24年間ドラマーを務めてきたSATOち（Dr）の脱退に伴い、彼が作詞もしくは作曲を担当した楽曲から選曲した記念碑的なベストアルバムとなっている。また、4曲を再レコーディング、そしてメンバー全員で作詞を手掛けた新曲「明星」も収録されている。[1][2]
- MUCCの歴史を振り返るメンバーの個別インタビュー映像と「明星」のMusic Videoを収録した特典映像ディスク付きの初回限定盤、特典映像ディスクに加え、SATOちスペシャルブックレット（80ページ）付き朱ゥノ吐VIP会員限定受注生産盤、通常盤の3タイプでリリースされた。また、全商品対象封入特典としてSATOちイラストカード（全10種類）もランダムで1枚封入された。
- 2021年5月31日に開催中だったツアー『MUCC TOUR 202X 惡-The brightness world』 の4月29日中野サンプラザ、5月1日よこすか芸術劇場、5月5日、6日の茨城 ザ・ヒロサワ・シティ会館の新型コロナウイルス感染拡大に伴う公演延期が決定し、公演予定日の2021年5月5日に緊急開催した『GWみんな暇になったでしょ？ムック結成記念日+1日明星完全再現無観客配信ライヴ～Fight against COVID-19 #4～』にて本アルバムが完全再現された。また、このライブの模様を収録した映像作品『Fight against COVID-19「明星再現配信＋4」』 が2021年9月6日にリリースされた。

## 収録曲

### CD
1. 家路 -2017 飛翔- 
36thシングル。
セルフカバーアルバム『新痛絶』にも収録されている。
2. 前へ-In its true light-
31stシングル『ENDER ENDER』のカップリング曲。
セルフカバーアルバム『新葬ラ謳』にも収録されている。
3. 1979 -殺シノ調べII ver.-
セルフカバーアルバム『殺シノ調べII This is NOT Greatest Hits』収録曲。
4. ぬけがら -2020-
8thシングル『モノクロの景色』のカップリング曲を再録したもの。
5. 茜空
11thシングル『最終列車』のカップリング曲。
6. 昔子供だった人達へ -2020-
5thアルバム『鵬翼』収録曲を再録したもの。
7. メディアの銃声 -殺シノ調べII ver.-
セルフカバーアルバム『殺シノ調べII This is NOT Greatest Hits』収録曲。
8. 夕紅 -2020-
6thアルバム『6』収録曲を再録したもの。
9. 謡声（ウタゴエ）
14thシングル。
10. パノラマ
7thアルバム『極彩』収録曲。
11. フライト -Album ver.-
8thアルバム『志恩』収録曲。17thシングルのアルバムヴァージョン。
12. 塗り潰すなら臙脂 -2020-
8thアルバム『志恩』収録曲を再録したもの。
13. You & I
11thアルバム『シャングリラ』収録曲。
14. レクイエム
37thシングル『時限爆弾』収録曲。
15. My WORLD (惡 MIX)
15thアルバム『惡』収録曲。39thシングルのアルバムヴァージョン。
16. 明星
作詞：MUCC、作曲：ミヤ
SATOちの脱退について歌った新曲。SATOち本人の要望で、歌詞はメンバー全員、作曲はミヤが担当した。[2]

### DVD/Blu-ray（初回限定盤／朱ゥノ吐VIP会員限定生産盤のみ）
- MUCC HISTORY メンバー個別インタビュー映像
- 「明星」Music Video